# Luz Argelia Paniagua
Luz Algèria Paniagua Figueroa (Mexicali, Baixa Califòrnia; 28 de febrer de 1955) és una política mexicana, afiliada al Partit Acció Nacional des de 1974.
Entre els càrrecs que ha ocupat hi ha el de diputada local a la XVII Legislatura del Congrés de l'Estat de Baixa Califòrnia, diputada federal de la LXII legislatura; integrant de la Comissió d'Educació. Candidata a diputada federal del districte 02 per Baixa Califòrnia el 2015.